# 46-й егерский полк
46-й егерский полк — пехотный (егерский) полк Русской императорской армии, существовавший в 1797—1833 годах.

## Формирование и кампании полка
Полк ведёт своё существование с 20 августа 1798 г., когда был сформирован в Ярославле генерал-майором Лейтнером двухбатальонный мушкетёрский полк, названный по его имени. В следующем году полку было пожаловано 10 знамён, по числу рот в полку. Каждый батальон полка состоял из четырёх мушкетёрских и одной гренадерской роты. При полку имелась артиллерия: один 12-фунтовый единорог и четыре 6-фунтовые пушки. 20 января 1800 г. полк стал называться по имени нового шефа генерал-майора Несветаева.
29 марта 1801 г. полк был наименован Саратовским мушкетёрским полком и в 1803 г. отправлен на Кавказ, на берег Кубани, для охраны границы от набегов горцев. Самым заметным фактом в Кавказской эпохе полка было его участие в походе на Эривань. В отряде князя Цицианова, под командованием полковника Спиридонова, полк принял участие в бою с полчищами Аббас-Мирзы 20 июня 1804 г. и в победоносном штурме Эривани 2 июля того же года. Особенно отличился полк под личным руководством своего шефа генерал-майора Несветаева в бою на реке Арпачае 18 июня 1807 г. и при осаде Ахалциха в ноябре 1809 г.
В 19 октября 1810 г. полк был переименован в 46-й егерский, а 12 февраля 1816 г. в 17-й егерский полк. В 1819 г. полк был сменён на Кавказе 41-м егерским и отозван в Россию, причём, по распоряжению генерала Ермолова, полки переменялись № и к новому 41-му (сменяемому) перешло отличие прежнего 41-го: поход за военное отличие, пожалованный мушкетёрскому генерал-майора Мансурова полку за сражение при Тортоне с французами 16 июня 1799 г. Высочайшим приказом 26 мая 1825 г. полкам была возвращена прежняя нумерация.
По передислокации в центральные губернии России, полк был расквартирован на Украине, в Белой Церкви, где 3 января 1826 г. принял участие в подавлении известного выступления Черниговского полка.
В 1828 г. 17-й (46-й) егерский полк принял участие в войне с Турцией, и 27 мая 2-й батальон его (1-й остался в России), под командованием полковника Лаппа 1-го, в присутствии императора Николая I, под сильным неприятельским огнём переправился через Дунай и взял штурмом укреплённые позиции на берегу Дуная, за что получил Георгиевское знамя с надписью «За переправу через Дунай 27 мая 1828 г.». Затем, находясь во главе передового отряда генерала князя Мадатова, полк участвовал в занятии крепости Исакчи и Гирсова и при осаде Силистрии. За эту кампанию полк получил знаки на головные уборы с надписью «За отличие» (6 апреля 1830 г.).
По упразднении егерских полков 28 января 1833 г. все три батальона были присоединены к Брянскому пехотному полку. В 1863 г. три батальона Брянского полка пошли на формирование Вяземского пехотного полка, в котором были сохранены старшинство старого Саратовского мушкетёрского полка и знаки отличия 46-го (17-го) егерского полка, сформированного 20 августа 1798 г.

## Знаки отличия полка
46-й (17-й) егерский полк имел следующие знаки отличия: полковое Георгиевское знамя с надписью «За переправу через Дунай 17 мая 1828 года»; поход за военное отличие, пожалованный 16 июня 1799 г. Саратовскому мушкетёрскому полку за сражение с французами при Тортоне и унаследованный 46-м егерским полком; знаки на головные уборы для нижних чинов с надписью «За отличие», пожалованные 6 апреля 1830 г. за войну с Турцией в 1828—1829 гг.

## Шефы полка
- 20.08.1798 — 29.01.1800 — генерал-майор Лейтнер, Иван Егорович
- 29.01.1800 — 17.06.1808[4] — генерал-майор Несветаев, Пётр Данилович
- 15.08.1808 — 30.08.1808 — полковник Тарасов, Никита Максимович
- 30.08.1808 — 14.02.1812 — полковник Попов, Иван Петрович
- 14.02.1812 — 22.06.1815 — полковник фон Краббе, Карл Карлович

## Командиры полка
- 17.01.1799 — 19.05.1800 — полковник Кононович, Степан Александрович
- 09.06.1800 — 16.05.1803 — полковник Дементий, Василий Иванович
- 28.07.1803 — 03.03.1804[5] — полковник Зоргер, Михаил Михайлович
- 01.11.1806 — 30.08.1808 — полковник Попов, Иван Петрович
- 24.08.1809 — 22.06.1815 — майор (с 30.08.1811 подполковник) Згорельский, Василий Гаврилович
- 22.06.1815 — 29.06.1818 — полковник фон Краббе, Карл Карлович
- 29.06.1818 — 01.12.1819 — полковник князь Горчаков, Пётр Дмитриевич
- 01.12.1819 — 25.06.1828 — полковник Лаппа, Пётр Павлович
- 18.11.1828 — 10.08.1829 — подполковник (с 25.07.1829 полковник) Добровольский 3-й
- 10.08.1829 — 02.04.1833 — подполковник (с 25.07.1829 полковник) Гернет, Фердинанд Христофорович